# Biduanda albicans
Biduanda albicans är en fjärilsart som beskrevs av Riley 1945. Biduanda albicans ingår i släktet Biduanda och familjen juvelvingar. Inga underarter finns listade i Catalogue of Life.